# Diasporus ventrimaculatus
Diasporus ventrimaculatus é uma espécie de anfíbio anuro da família Eleutherodactylidae. Está presente na Costa Rica.